# باغ تویلری

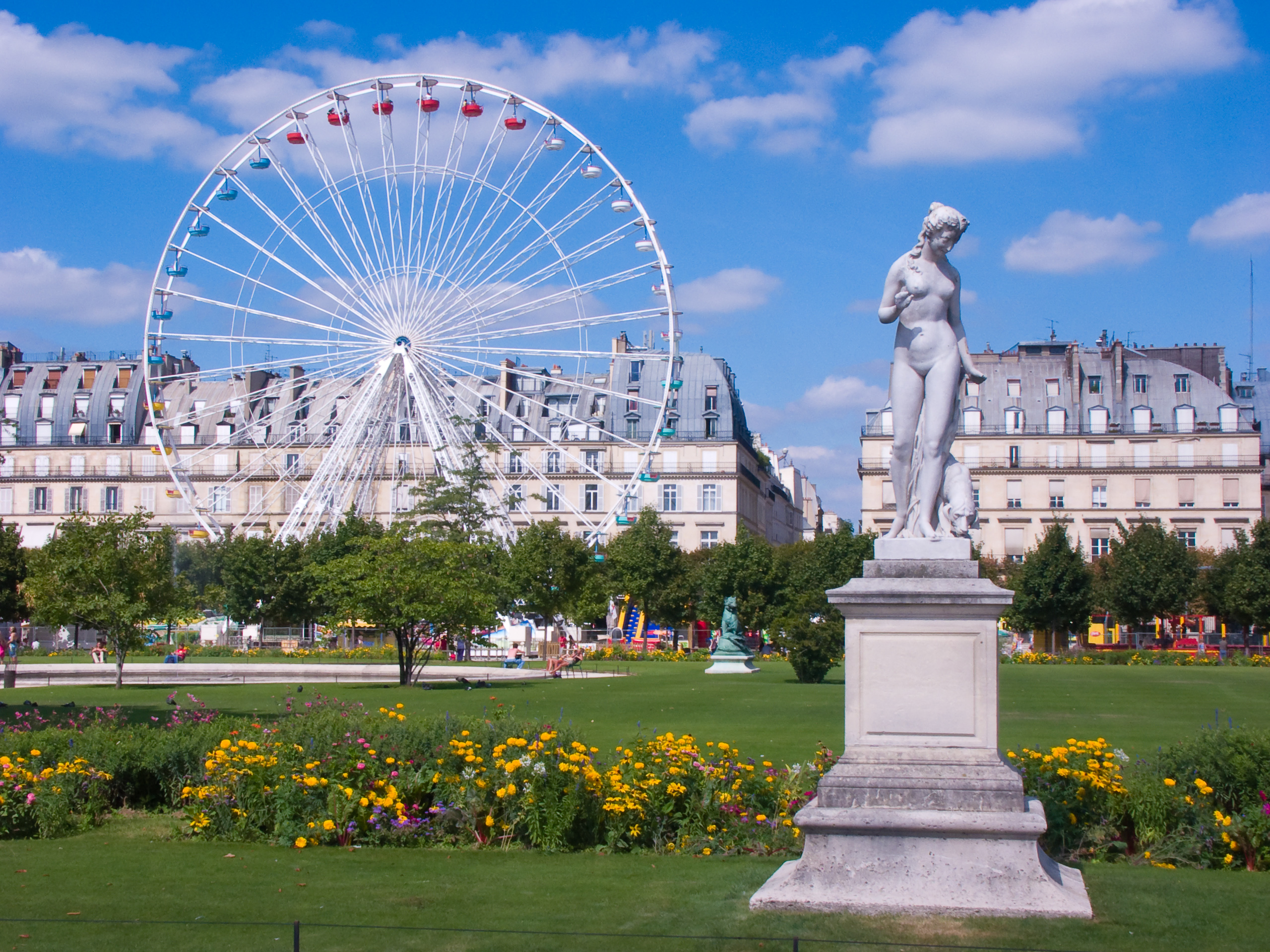

تویلری (به فرانسوی: Palais des Tuileries) یکی از کاخ‌های سلطنتی کشور فرانسه واقع در شهر پاریس و در کرانه راست رود سن بود که در سال ۱۸۷۱ و بدست کمون پاریس سوزانده و ویران شد. این کاخ پیش‌تر در ضلع غربی کاخ لوور جای گرفته بود.

## تاریخچه
پس از مرگ آنری دوم پادشاه فرانسه در سال ۱۵۵۹ جانشین وی کاترین دو مدیچی تصمیم به ساخت یک کاخ جدید گرفت. وی ساخت این کاخ را در سال ۱۵۶۴ و تحت نظر معمار برجسته فیلیبرت دولورم آغاز کرد. نام تویلری به معنی کوره آجرپزی است و علت انتخاب این نام این بود که قبل از ساخت کاخ در این محل کوره‌های آجرپزی در آن مشغول به فعالیت بودند. کاخ شامل ساختمان‌هایی باریک و طولانی با سقف‌هایی بلند و یک حیاط بزرگ و دو حیاط کوچک بود. کاخ و ساختمان‌هایش در دهه اول قرن ۱۷ توسعه پیدا کردند به طوری که ضلع جنوب شرقی کاخ به کاخ لوور متصل شد.

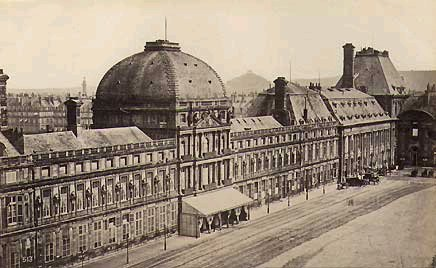
کاخ تویلری قبل از تخریب آن در سال ۱۸۷۱

مکان اقامت لوئی چهاردهم در زمان ساخت کاخ ورسای درکاخ تویلری بود. طراح فضای سبز لوئی چهاردهم، آندره لو نوتر باغچه‌ها و باغ زیبایی را در آن زمان برای تویلری طراحی کرد. تویلری پس از نقل مکان لوئی چهاردهم به کاخ ورسای در عمل متروکه شد و تنها از آن به عنوان تئاتر استفاده می‌گشت. باغ‌های زیبای آن نیز محل رفت‌وآمد و تجمع پاریسی‌ها شد.

نقاشی از حمله مردم به کاخ تویلری در سال ۱۷۹۲ واقع در موزه کاخ ورسای

در زمان انقلابات فرانسه در سال ۱۷۸۹ لوئی شانزدهم و خانواده سلطنتی به اجبار از ورسای به تویلری نقل مکان کردند. آن‌ها در مدت اقامت خود در تویلری تحت بازداشت خانگی انقلابیون قرارداشتند. در ۲ ژوئن سال ۱۷۹۱ یعنی ۲ سال پس از شروع بازداشت خانگی، لوئی شانزدهم و خانواده‌اش اقدام به فرار نمودند اما در شهری به نام وارون دستگیر و مجدداً به تویلری منتقل شدند. در ۱۰ اوت سال ۱۷۹۲ کاخ تویلری مورد هجوم انبوه مردم قرار گرفت، آن‌ها پس از قتل‌عام گارد سویسی (گارد محافظ خانواده سلطنتی) به کاخ حمله بردند. خانواده سلطنتی توانستند با فرار از طریق باغ، خود را به مجلس ملی فرانسه رسانده و درخواست پناهندگی از نمایندگان مجلس ملی نمایند.
در زمان ناپلئون بوناپارت، تویلری اقامتگاه رسمی کنسول اول و سپس امپراتور گردید.
در زمان امپراتوری دوم فرانسه (ناپلئون سوم) مقر رسمی حکومت از کاخ الیزه به تویلری انتقال یافت.
در ۱۸۷۱ و در زمان حکومت کمون پاریس این کاخ به عنوان نماد حکومت سلطنتی مورد بغض مخالفین واقع شد و توسط ایشان به آتش کشیده شد.

## دیگر سازه‌ها
تاق پیروزی کاروسل ورودی کاخ تویلری به‌شمار می‌رود و از بناهای نئوکلاسیک در دوره ناپلئون است. اهل هنر اینجا را بسیار ارج می‌نهادند، چرا که از گذرگاه پایانی تویلری چهار مورد از بهترین موزه‌های هنری جهان، هر کدام در یکی از جهت‌های اصلی قطب‌نما دیده می‌شد.

## نگارخانه

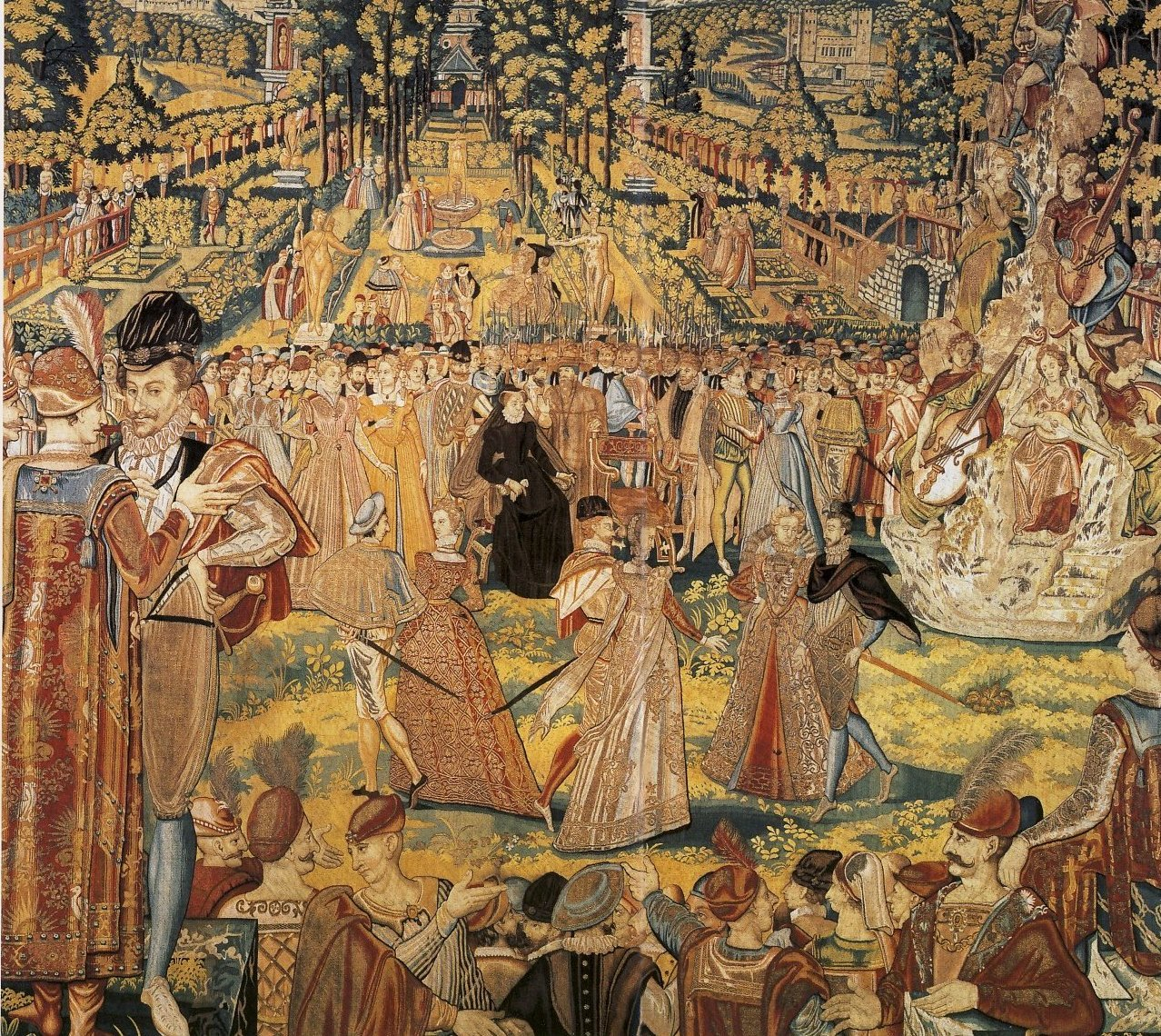
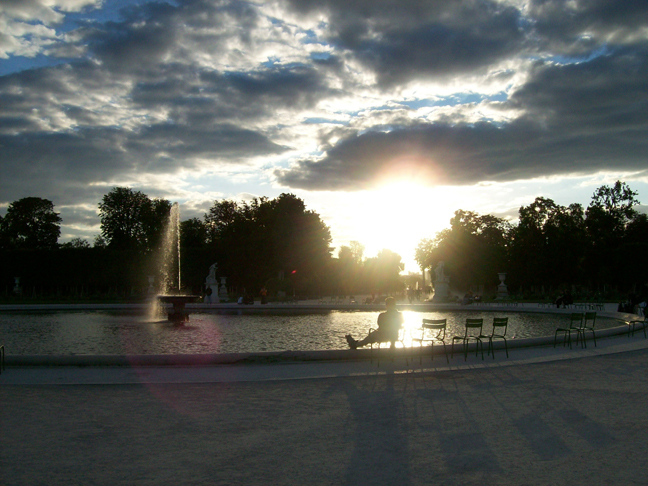
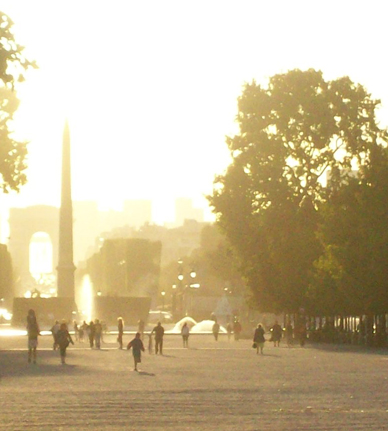
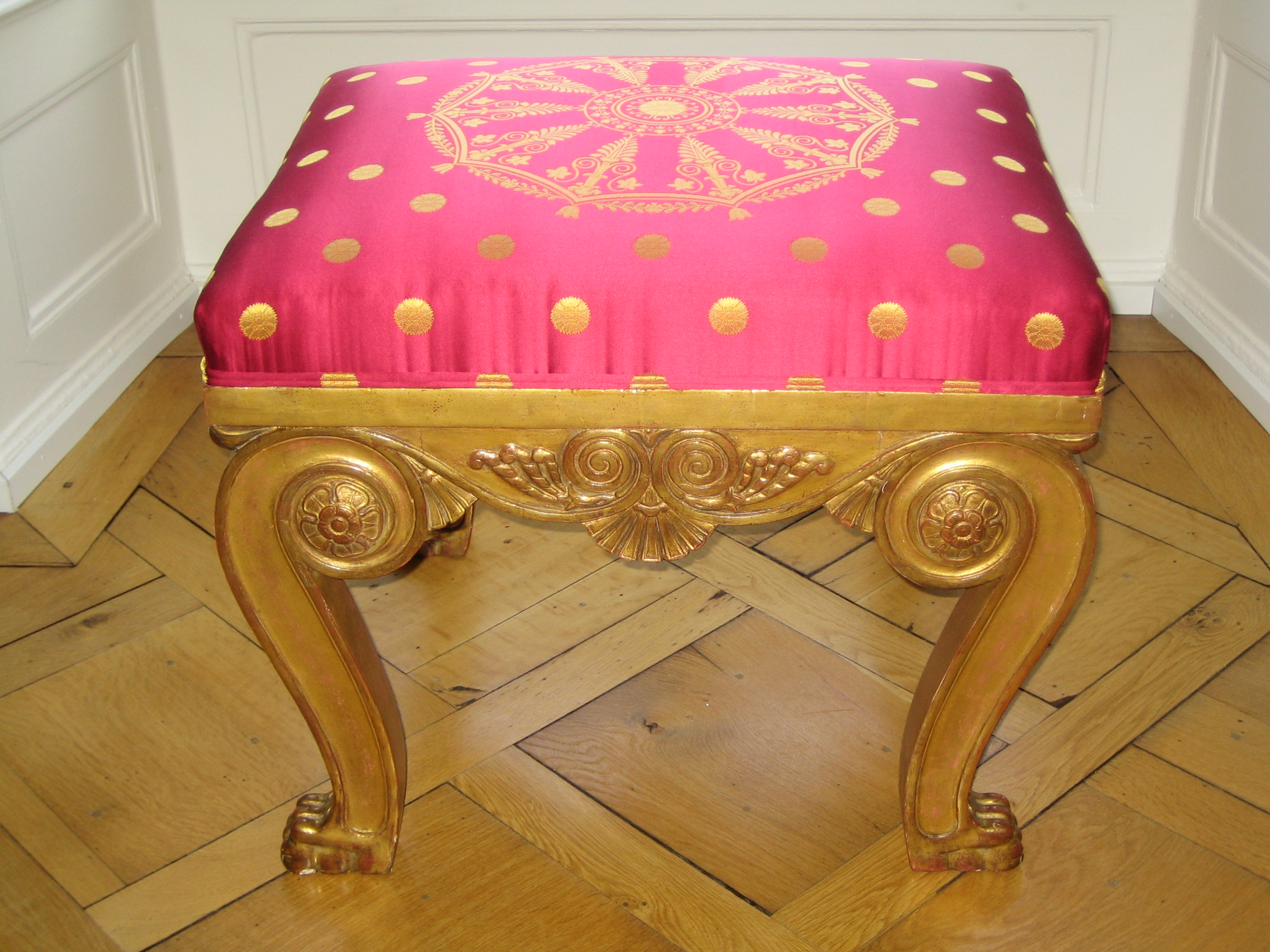